# Wojciechówka (województwo świętokrzyskie)
Wojciechówka – wieś w Polsce położona w województwie świętokrzyskim, w powiecie opatowskim, w gminie Ożarów.
W latach 1975–1998 miejscowość należała administracyjnie do województwa tarnobrzeskiego.